# Малгожата Длужевська
Малгожата Длужевська (пол. Małgorzata Dłużewska, 11 березня 1951) — польська академічна веслувальниця.
Срібна призерка Олімпійських Ігор 1980 року в складі розпашної двійки без стернової.
Срібна призерка Чемпіонату світу 1982 року в складі розпашної двійки без стернової, бронзова призерка 1979 року в складі розпашної двійки без стернової.